# Melanolophia
Melanolophia is een geslacht van vlinders van de familie spanners (Geometridae), uit de onderfamilie Ennominae.

## Soorten
- M. accurata Prout, 1910
- M. agnataria Snellen, 1874
- M. apicalis Warren, 1900
- M. argilaria Guenée, 1858
- M. atigrada Dognin, 1893
- M. atrifascia Rindge, 1964
- M. attenuata Rindge, 1964
- M. azenioides Herbulot, 1988
- M. bostar Druce, 1892
- M. bugnathos Rindge, 1964
- M. canadaria Guenée, 1858
- M. centosa Schaus, 1901
- M. centralis McDunnough, 1920
- M. commaculata Warren, 1900
- M. commotaria Maassen, 1890
- M. conspicua Schaus, 1911
- M. conta Rindge, 1964
- M. corza Dognin, 1895
- M. delinquaria Walker, 1860
- M. detectaria Guenée, 1858
- M. dextera Rindge, 1964
- M. dislocata Warren, 1904
- M. distracta Poole, 1970
- M. divergens Warren, 1906
- M. elegia Rindge, 1964
- M. eucheria Schaus, 1927
- M. eudoxa Rindge, 1964
- M. fimbriata Rindge, 1964
- M. flexilinea Warren, 1906
- M. fugitaria Schaus, 1913
- M. homofascia Rindge, 1964
- M. humidaria Schaus, 1901
- M. hyberniaria Guenée, 1858
- M. imitata Walker, 1860
- M. immarcata Schaus, 1901
- M. imperfectaria Walker, 1860
- M. inatrata Rindge, 1964
- M. intervallata Warren, 1900
- M. isoforma Rindge, 1964
- M. isometra Rindge, 1964
- M. lalanneae Herbulot, 1985
- M. limosa Dognin, 1895
- M. madefactaria Dyar, 1914
- M. mallea Rindge, 1964
- M. minca Rindge, 1964
- M. misma Poole, 1970
- M. modica Rindge, 1964
- M. moinieri Herbulot, 1976
- M. mucosa Warren, 1904
- M. munda Warren, 1907
- M. muscitincta Warren, 1905

- M. mutabilis Warren, 1897
- M. nebularia Schaus, 1897
- M. olivescens Warren, 1904
- M. orthoconara Rindge, 1964
- M. orthotis Prout, 1933
- M. paraconara Rindge, 1964
- M. parma Rindge, 1964
- M. penicilla Rindge, 1964
- M. perversa Rindge, 1964
- M. piura Rindge, 1964
- M. praeapicata Warren, 1900
- M. producta Rindge, 1964
- M. pseudovallata Rindge, 1964
- M. rectilinearia Guenée, 1858
- M. reducta Warren, 1904
- M. reductaria Rindge, 1964
- M. rima Rindge, 1964
- M. rindgei Herbulot, 1976
- M. rubrica Rindge, 1964
- M. rufimontis Herbulot, 1986
- M. sadrina Schaus, 1901
- M. sadrinaria Rindge, 1964
- M. semarcata Rindge, 1964
- M. signitaria Walker, 1860
- M. spatiosata Dognin, 1902
- M. striata Warren, 1904
- M. subatrata Dognin, 1902
- M. substriata Rindge, 1964
- M. synargilaria Rindge, 1964
- M. tenebrosa Warren, 1909
- M. tephrias Herbulot, 1976
- M. triloba Rindge, 1964
- M. trisurca Dognin, 1895
- M. umbrosa Rindge, 1964
- M. vegranda Rindge, 1964
- M. venatia Rindge, 1964
- M. venedictoffae Herbulot, 1976
- M. vitta Rindge, 1964
- M. vulsa Rindge, 1964
- M. zorca Herbulot, 1976